# 巴燕乡
巴燕乡，是中华人民共和国青海省西宁市湟源县下辖的一个乡镇级行政单位。
扎藏寺位于巴燕乡的下寺村，是第六批青海省文物保护单位，清代建筑。

## 行政区划
巴燕乡下辖以下地区：
巴燕村、元山尔村、新寺村、下寺村、下浪湾村、下胡丹村、西岭台村、石门尔村、上浪湾村、上胡丹村、莫合尔村、居士浪村、福海村、巴燕峡村和扎汉村。